# Belmonte de Gracián
Belmonte de Gracián (Belmont de Gracián em aragonês) é um município da Espanha na província de Saragoça, comunidade autónoma de Aragão. Tem 43,7 km² de área e em 2021 tinha 194 habitantes (densidade: 4,4 hab./km²).
A cidade conhecida como Belmonte de Catalayud foi rebatizada Belmonte em 1920. Em 1985, foi novamente rebatizada com o nome atual, em homenagem ao prosador nascido na localidade, Baltasar Gracián.

## Demografia
| Variação demográfica do município entre 1991 e 2004 | Variação demográfica do município entre 1991 e 2004 | Variação demográfica do município entre 1991 e 2004 | Variação demográfica do município entre 1991 e 2004 |
| --------------------------------------------------- | --------------------------------------------------- | --------------------------------------------------- | --------------------------------------------------- |
| 1991                                                | 1996                                                | 2001                                                | 2004                                                |
| 354                                                 | 310                                                 | 246                                                 | 248                                                 |